# Birk Anders
Pour les articles homonymes, voir Anders.
Birk Anders, né le 3 novembre 1967 à Schlema, est un biathlète est-allemand.

## Biographie
Birk Anders se révèle en 1986 par un titre de champion du monde junior de sprint.
Il est ensuite quatrième du sprint des Jeux olympiques d'hiver de 1988 à Calgary. Un an plus tard, il remporte son premier titre de champion du monde dans le relais. L'hiver 1988-1989 voit Anders remporter ses deux premières courses dans la Coupe du monde aux Saisies et à Borovets. En 1990, pour son ultime saison internationale, il gagne le titre mondial dans la course par équipes et la médaille de bronze en relais, ainsi que deux autres victoires en Coupe du monde.

## Palmarès

### Jeux olympiques d'hiver
| Épreuve / Édition | Individuel | Sprint | Relais |
| ----------------- | ---------- | ------ | ------ |
| JO 1988 Calgary   | -          | 4e     | -      |

### Championnats du monde
| Épreuve     | 1987 à Lake Placid               | 1989 à Feistritz              | 1990 à Minsk, Oslo et Kontiolahti  |
| ----------- | -------------------------------- | ----------------------------- | ---------------------------------- |
| Individuel  | -                                | 21e                           | 32e                                |
| Sprint      | 27e                              | 9e                            | -                                  |
| Relais      | -                                | Médaille d'or, Coupe du Monde | Médaille de bronze, Coupe du Monde |
| Par équipes | Épreuve inexistante à cette date | -                             | Médaille d'or, Coupe du Monde      |

### Coupe du monde
- Meilleur classement général : 4e en 1989[1].
- 6 podiums individuels : 4 victoires, 1 deuxième place et 1 troisième place.
- 3 victoires en relais et 2 par équipes.

#### Liste des victoires
4 victoires (2 à l'individuel et 2 en sprint)
| Saison                | Date             | Lieu         | Discipline       |
| --------------------- | ---------------- | ------------ | ---------------- |
| 1988–1989 2 victoires | 15 décembre 1988 | Albertville  | 20 km individuel |
| 1988–1989 2 victoires | 21 janvier 1989  | Borovets     | 10 km sprint     |
| 1989–1990 2 victoires | 16 décembre 1989 | Obertilliach | 10 km sprint     |
| 1989–1990 2 victoires | 1er février 1990 | Walchsee     | 20 km individuel |

### Championnats du monde junior
- médaille d'or en sprint en 1986.
- médaille d'or de relais en 1986.
- médaille d'argent à l'individuel en 1986.